# Juan Pinilla
Juan Pinilla Martín (Huétor Tájar, Granada, 2 de enero de 1981) es un cantaor de flamenco, escritor, actor, traductor y columnista. En agosto de 2007 ganó el Festival del Cante de las Minas, con el premio Lámpara Minera 2007, considerado el galardón flamenco más importante de la actualidad. Estudia Traducción e Interpretación y Literaturas Comparadas en la Universidad de Granada, y tiene igualmente estudios en Derecho y Políticas. Ha sido nominado a los Premios Grammy Latinos 2014 en la categoría mejor disco de flamenco. En 2016 fue nombrado Hijo Predilecto de la Provincia de Granada. En 2017 ha recibido el premio Periodismo y Comunicación de la FAC (Federación Andaluza de Comunidades) en Barcelona. Es un artista comprometido con las causas sociales. La noche que se alzó con la Lámpara Minera dedicó el trofeo a la memoria de los obreros víctimas de la siniestralidad laboral.

## Biografía
Aunque llegó más tarde, Juan Pinilla pertenece, por edad, a una joven generación de artistas granadinos que ha dado mucho que hablar: Estrella Morente, Marina Heredia o Víctor 'Charico' (fallecido en 2008), si bien la denominación de "cantaor intelectual" con la que suelen presentarlo en festivales y certámenes, es sin duda, su mejor distintivo:

Juan Pinilla no sólo es un escritor, un investigador, un traductor, un actor o un cantaor excepcional que en el Festival de las Minas de La Unión ha obtenido hasta siete primeros premios, alzándose en 2007 con el máximo galardón Lámpara minera, lo que lo convirtió en el único cantaor granadino que posee esta distinción en la actualidad, Juan Pinilla es, sobre todo, un excepcional intelectual, un referente para todos los que queremos mantener vivo el compromiso, el activismo y el arte.

 Shangay Lily. Diario Público. Marzo de 2012.
Se aficiona desde pequeño al cante clásico, y aprende de fuentes como Manuel Vallejo, Niña de los Peines, Tomás Pabón, Antonio Chacón, Cayetano Muriel, Antonio Mairena, Cobitos y Manuel Ávila. Se considera discípulo indirecto de este último. Con 18 años comienza sus estudios universitarios en Granada y se convierte en un asiduo de cuantos eventos culturales y flamencos se organizaban en la ciudad, participando en conferencias, cursos y debates. Conoció a maestros como Curro Albayzín, Curro Andrés, Paco Moyano, José Carlos Zárate y Francisco Manuel Díaz de los que aprendería más tarde. Paralelamente entabla amistad con Francisco Ávila, gran aficionado del pueblo granadino de Montefrío, que lo introdujo en las formas de Manuel Ávila, Chacón, Tomás Pabón y Manuel Vallejo. Logró sus primeros premios en los concursos de Íllora y Granada.
Aunque no es muy asiduo a los concursos ha conseguido una veintena de primeros y segundos premios. La escritora Paula Marín lo lleva por primera vez a la Peña de La Platería, entidad de la que más tarde sería miembro de la junta directiva. Pinilla, además de destacar como gran aficionado al flamenco, es igualmente un buen aficionado a la literatura y las artes, motivo que lo ha llevado a incorporar al flamenco por primera vez figuras tan dispares como Groucho Marx, Nietzsche, Francisco Umbral, Mikel Laboa, Atahualpa Yupanqui o Chavela Vargas. Ha puesto música flamenca a poemas de autores como Javier Egea, Antonio Machado, Ángel González, Gerardo Diego, Armando Buscarini, Rimbaud, Baudelaire, Paul Bowles, Sylvia Plath, Miguel Hernández, Federico García Lorca, José Martí o José Saramago, entre otros.
Además, destaca su labor de difusión del flamenco en medios de comunicación, habiendo sido crítico y cronista del diario La Opinión de Granada, el diario Granada Hoy y la revista especializada El Olivo. Ha sido conferenciante y profesor de flamenco en determinados certámenes y cursos. Destaca por su cante lleno de conocimiento y matices, resaltado por críticos como Estela Zatania, quien dijo de él a propósito de la actuación que realizó el 1 de marzo de 2008 en el Festival de Jerez de la Frontera:

Pocos cantaores serían capaces de realizar semejante recorrido, mucho menos uno tan joven. Y el público respondió con la ovación más grande que he visto en este salón del Palacio de Villavicencio desde que vengo al Festival de Jerez. Fuera del camerino la gente hacía cola para sacar fotos del cantaor que conversaba con soltura en alemán, francés e inglés
Estela Zataniabold

Ha recorrido países como Japón, EE. UU., México, Brasil, Francia, Italia, Azerbaiyán, Portugal, Luxemburgo, Inglaterra, Dinamarca, Sudán, Etiopía, Egipto, Irán, Israel, Singapur, Polonia, Austria, Alemania, República Checa y Montenegro, entre otros. Diseñó varios espectáculos, entre los que destaca 'Malditos', en el que establece un paralelismo poético-musical entre los poetas malditos franceses y algunos artistas flamencos. En octubre de 2007 La Platería, considerada la Asociación Flamenca decana del mundo, le impone la Insignia de Oro de su entidad, junto a las bailaoras La Moneta y Patricia Guerrero. El Instituto Andaluz de la Juventud le otorgó en marzo de 2008 el premio 'Arte y Creación' y en septiembre de este mismo año, la cadena de hoteles AC lo distinguió con el galardón 'Imagen Flamenca de Granada'. La Peña Flamenca 'La Parra' lo condecora con su insignia de Oro y lo nombra Socio de Honor. A finales del año 2008 se funda en su pueblo natal Huétor Tájar la Peña Flamenca que lleva su nombre y a cuya inauguración acudieron numerosas personalidades del mundo de la política y la cultura.  Ha ofrecido conferencias y clases magistrales de cante flamenco por todo el mundo. En su andar por el mundo de la cultura y el compromiso social, ha conocido a personalidades como José Saramago, José Mujica, J. M. Coetzee, Juan Gelman, Claribel Alegría, Omar Sharif o Mario Vargas Llosa, entre otros.

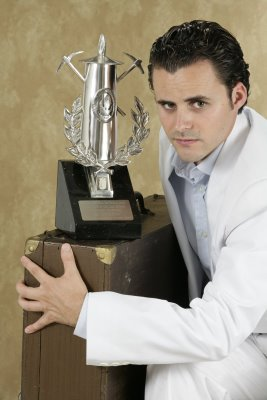
El cantaor Juan Pinilla con la Lámpara Minera.

Muy sonada fue su visita a Bagdad (Irak) donde realizó cuatro actuaciones y participó en mesas redondas y debates en los cuales se habló sobre las guerras civiles, la influencia que la cultura puede ejercer en la reconstrucción de los países y los lazos sociales que esta puede establecer entre pueblos.
En 2014 fue nominado a los prestigiosos premios internacionales Premios Grammy Latinos en la categoría mejor álbum de flamenco por "Jugar con Fuego", realizado junto al poeta Fernando Valverde y el guitarrista David Caro, y compartiendo categoría, nada menos que con Paco de Lucía y Enrique Morente. La gala de entrega de premios se realizó en el MGM Grand Las Vegas y coincidió con una gira de Juan Pinilla por México y EE. UU., lo que le permitió asistir y rodearse de artistas como Calle 13, Juanes, Enrique Bunbury, Marc Anthony, Carlos Santana, Joaquín Sabina, Joan Manuel Serrat, Miguel Bosé, Niña Pastori o Rosana, entre otros. 
En 2015 actuó en Bakú, capital de Azerbaian, en Londres, en el The World (barco) durante una travesía por el Mediterráneo y en la Sala Galileo de Madrid junto a Pilar Bardem, Marcos Ana, Juan Margallo, Luis García Montero, Almudena Grandes, Fernando Valverde y David Caro, entre otros. 
En 2016 bate su propio récords al realizar más de 100 conciertos en un año. En verano realiza una gira por países como Italia, Portugal, Croacia y Francia, junto al Festival 7 soles 7 lunas. Actúa en Tetuán,(Marruecos), en la Festa do Avante en Portugal y culmina el año con una gira por las islas de Cabo Verde y el nombramiento como  Hijo Predilecto de la provincia de Granada. 
En 2017 volvió a superar en conciertos al año anterior. Actuó Atlanta, EE. UU. junto al guitarrista David Caro, y tuvo destacados recitales en ciudades como Castelldefels, Barcelona, Santiago de Compostela y Dortumnd en Alemania. En verano, al cumplirse el décimo aniversario de la Lámpara Minera que obtuvo en 2007, regresó al Festival del Cante de las Minas de La Unión, donde realizó un concierto que obtuvo un notable éxito de crítica y público. Compartió cartel esa noche con el violinista Paco Montalvo En diciembre fue galardonado con el premio Periodismo y Comunicación de la FAC (Federación de Entidades Andaluzas en Cataluña) por su labor de más de 15 años de difusión del flamenco en medios de comunicación.
En 2018 participó en el homenaje a Carlos Cano que se realizó en el Teatro Isabel La Católica de Granada, compartiendo escenario con artistas como Amparo Sánchez Amparanoia, Esperanza Fernández o el saxofonista Antonio Lizana. En mayo actuó en el Festival Internacional de Poesía de Newcastle en el Reino Unido. Actuó en Pombal, Portugal con el Festival 7 soles 7 lunas, en Mallorca, Tánger, San Roque, Cádiz y Madrid. En noviembre realizó una gira por Estados Unidos y posteriormente por Chile donde actuó en el Festival Puerto de Ideas de Valparaíso. De regreso a España actuó en el centenario de la asamblea de Ronda, Málaga.
2019 fue un año muy prolífico en la carrera de Juan Pinilla. Junto al periodista y productor musical Paco Espínola, grabó el disco Los abajo firmantes, una antología de poetas suicidas que fue presentada en el Teatro Alhambra de Granada el día 21 de enero. En febrero participó en la Desbandá en homenaje a las víctimas del triste episodio de la guerra civil. En marzo viajó a Bruselas donde actuó junto a Rocío Márquez. Por encargo de la Diputación de Córdoba realizó una gira por la provincia presentando el espectáculo "Donde habite el olvido", producido por Paco Espínola y que rendía tributo al 80 aniversario del exilio republicano español. El espectáculo fue presentado en ciudades como Córdoba, Montalbán, Castro del Río y Priego de Córdoba. Actuó en ciudades como Logroño, Zamora, Puertollano, Valencia, y realizó una gira por Italia que lo llevó a ciudades como Roma, Florencia, Venecia y Milán. Actuó en el Festival Internacional de Tango de Granada, y realizó varias jornadas por la Universidad Internacional de Andalucía. 
En 2020, Juan Pinilla lanzó un micromecenazgo para la grabación de su próximo disco "Humana Raíz". En tan solo un día y medio consiguió la cantidad inicial que había solicitado. El disco tenía previsto presentarse en Madrid el día 25 de abril y en Granada el día 1 de mayo. Debido a la crisis provocada por el COVID-19 los conciertos de presentación, así como otros 30 de la gira posterior, quedaron aplazados. El día 1 de mayo participó en un concierto virtual para CCOO y UGT con motivo del día del trabajo junto a músicos como Marwan, Luis Pastor, Rozalén, Efecto Mariposa, Juan Diego Botto, o Ismael Serrano. 
2021 y 2022 se completaron con más de 100 conciertos por año, marca mantenida por Pinilla y que lo consagra como uno de los artistas más requeridos. Destacan sus actuaciones en Dublín (Irlanda), la gira que realizó en Portugal con el Festival 7 soles 7 lunas, y su viaje a Estados Unidos, donde acudió actuó en la Universidad de Virginia, en Charlottesville y en la National Gallery de Washington. En este último recinto cantó para la inauguración de la exposición "Sargent y España". De igual forma, actúa en el Teatro Paralell de Barcelona compartiendo cartel con Paco Ibáñez y Pí de la Serra, entre otros, para un homenaje en honor del cantaor sevillano Manuel Gerena. 
Juan Pinilla ha participado en numerosos programas de radio y televisión, destacando 'Las mañanas de RNE' junto a Juan Ramón Lucas, 'La ventana', junto a Gemma Nierga, Juanjo Millás y Pau Donés, así como programas de Onda Cero, Cadena Ser, Cope, Tele 5 o TVE. Aparecen entrevistas suyas en medios como El Mundo, El País, Diario de Sevilla, ABC, La Verdad de Murcia, La Opinión de Granada, Diario GranadaHoy, Ideal y Cambio 16, entre otros. Protagonizó una sonada anécdota al atreverse a cantar en directo el último cambio de gobierno de Rodríguez Zapatero en el programa HORA 25 de Angels Barceló. También ha participado en el programa Asuntos Propios de RNE junto a Toni Garrido 

### Las Voces que no callaron
Las "Voces que no callaron" es el título de su primer libro en solitario y su segundo disco en el mercado. Editado por la cooperativa Atrapasueños de Sevilla, Juan Pinilla realiza un estudio ameno sobre los artistas flamencos que lucharon con su cante, baile o guitarra por la consecución de las libertades y la democracia. Como explica en el trabajo, pretende con el mismo, desterrar el "tópico aterrador" que asegura que los "flamencos son del sol que más calienta". Así, analiza las vidas y peripecias de nombres tan destacados como Pericón de Cádiz, La Niña de los Peines, Manuel Vallejo, Angelillo, Antonio Ruiz SolerAntonio 'El Bailarín', Carmen Amaya , Sabicas, Pena Hijo, Juanito Valderrama, Paco Moyano, Manuel Gerena, José Menese, Luis Marín o El Cabrero, entre otros muchos. 
En el disco que acompaña al libro, Juan Pinilla se hace acompañar por las guitarras de Paco Cortés, Rafael Rodríguez y Josele de la Rosa, y las voces y palmas de Fita Heredia y Pepe Villodres. El trabajo contiene además las voces de los actores Emma Cohen y Paco Algora, recitando versos de Marcos Ana y Gabriel Celaya, respectivamente, y está completado con unas bulerías con letras de Allan Poe y Gregorio Marañón, unas temporeras de Montefrío, tanguillos, tangos, seguiriyas, fandangos, mirabrás y cartageneras.

### Humana Raíz
"Humana Raíz" es el título del último trabajo discográfico en solitario publicado bajo el sello Mamita Records. Juan Pinilla emprendió una campaña de Crowfunding durante el año 2020 que recaudó cuatro veces la cantidad solicitada. En este disco se hace acompañar por las guitarras de David Caro, Antonio de la Luz y Luis Mariano. La mayoría de los temas están firmados por el propio cantaor si bien encontramos Mortal y Rosa, una composición sobre textos de Francisco Umbral. El disco salió en 2021, alcanzando una gran resonancia a nivel nacional y siendo presentado en más de 50 conciertos.

### José Saramago. El Nobel de lo imposible
"José Saramago. El Nobel de lo imposible" es el título del segundo libro publicado por Juan Pinilla en la editorial Atrapasueños. El texto está acompañado de un trabajo plástico de gran acierto y belleza, gracias a los dibujos de Joaquín López Cruces, con el que el autor ha querido complementar partes importantes de la biografía. Algunos de estos son  imaginados, como el de Saramago de niño pescando ranas en un río, o el imaginado beso de Saramago con Pilar del Río con el fondo de la isla de Lanzarote. Todo con la idea de difundir la obra y la vida de una persona de una gran ética y compromiso con la humanidad, así como uno de los grandes escritores del siglo XX. En sus 200 páginas podemos conocer todas las épocas y las claves para adentrarnos aún más en el universo de Saramago. Las primeras presentaciones tuvieron lugar en Zahara de los Atunes y en Conil de la Frontera, Cádiz, los días 24 y 25 de agosto respectivamente. 
En el  prólogo de la poeta granadina Teresa Gómez se resalta la condición del propio autor, un cantaor flamenco de reconocido prestigio que ama la literatura :«Que una voz clara y sencilla, capaz de susurrar y capaz de gritar, ponga su acento sobre un autor tan querido, tan esencial en la formación de nuestro ideario y de nuestra conciencia como es José Saramago, y nos lo acerque con tanto respeto y tanta ternura, presentándonoslo como el escritor —es más, el hombre cercano— que dialoga con nosotros, es un regalo que Juan Pinilla nos hace y que celebramos con todo entusiasmo». 
| Predecesor: Miguel de Tena | LÁMPARA MINERA 2007 | Sucesor: Rocío Márquez |

## Periodismo
Comenzó en el mundo del periodismo en el año 2003 en el extinto diario La Opinión de Granada. Realizó alrededor de 200 entrevistas a los más destacados intérpretes del mundo del flamenco y la cultura, y publicó más de 500 artículos entre críticas, crónicas e investigaciones. Posteriormente ha publicado artículos en El Mundo, ABC, Andaluces Diario o El País. En 2009 comienza a colaborar en el diario Granada Hoy con la sección 'Colección de flamencos granadinos'. Es colaborador habitual en tertulias de radio y televisión. En 2010 copresentó el programa de la televisión local granadina 'Bis a Vis', junto al periodista Paco Espínola, por el que desfilaron personalidades como Enrique Morente, José Sacristán o Gran Wyoming, entre otros. En 2011 escribió el guion de 'Venimos de vuelta', programa de radio que presentó en Cadena Ser Granada. Ha sido contertulio en las emisoras locales de Onda Cero, Cadena Ser y "Granada en la mañana" de La Voz de Granada, presentado por el periodista Agustín Martínez. Ha sido igualmente guionista y presentador del programa 'Todos los que son' de La Voz de Granada, dedicado a descubrir nuevos talentos de cualquier disciplina artística. Desde el año 2016 es contertulio en el programa 'El Público' de Canal Sur Radio, presentado por Pepe Da-Rosa Jr y Jesús Vigorra, el espacio donde antes intervenían los desaparecidos cantaores Chano Lobato, Mariana Cornejo o El Lebrijano. Colabora habitualmente en el diario El Independiente de Granada.

## Distinciones
- Hijo predilecto de la provincia de Granada. 2016.
- Trofeo 'ANGELILLO' Ateneo Cultural de Vallecas 2010 por su trayectoria artística.
- Premio 'Popular 2009'.Cadena COPE Granada.
- Premio 'Arte y creación' del Instituto Andaluz de la Juventud 2008
- Premio 'Imagen flamenca' de Granada 2008
- Insignia de oro de la Peña Flamenca de La Platería (Granada) 2008
- Socio de honor e insignia de plata de la Peña Flamenca La Parra Huétor-Vega 2008
- Premio diario Ideal. Granada 2013
- Trofeo 'Pozo de Sucina'. Sucina (Murcia) 2014
- Embajador del aceite del Poniente Granadino. 2016.
- Socio de honor e insignia de plata Peña Flamenca Alcazaba de Loja (Granada) 2017
- Premio periodismo y comunicación de la FAC (Barcelona) 2017
- Socio de honor de la Peña Flamenca de Íllora (Granada) 2018
- Socio de honor de Peña Flamenca de Montefrío (Granada) 2019
- Premio Doñana Flamenco del Festival Flamenco de Almonte (Huelva) 2022
- Premio de a cultura en Víznar (Granada) 2024
- Premio a su trayectoria por la concejalía de juventud Ayto. Granada (Granada) 2024

## Premios
- 2007: Lámpara Minera del concurso del Festival Internacional del Cante de las Minas de la Unión (Murcia)
- Primer premio Concurso de Los Montes en Íllora (Granada)
- Primer premio por Granainas Ciudad de Granada
- Segundo premio en el Concurso Nacional de Torrox
- Primer premio al mejor cantaor de Antequera (Málaga)
- Segundo premio Concurso Juan Casillas. Cuevas de San Marcos (Málaga)
- Tercer premio en el Concurso Nacional de Manlleu (Barcelona)
- Primer premio 'Resto de Cantes Mineros' en el Festival Internacional de las Minas de La Unión en 2003, 2005 y 2006.
- Segundo premio Cante por Mineras en el Festival Internacional de las Minas de la Unión en 2004
- Primer premio Cante por Cartagenas en el Festival Internacional de las Minas de la Unión en 2005
- Es el cantaor más premiado en la edición de 2005 del Festival flamenco de las Minas de la Unión obteniendo 3 primeros premios esa misma noche.

## Discografía
- "The songs of the outcast", Robbin Tottom, Hard Cover, New York, 2002.
- "Lámpara Minera Volumen 3", RTVE-Música, 2008.
- "Las voces que no callaron", Atrapasueños, 2011.
- "La copla popular andaluza en Gerald Brenan", Carambolo, 2012.
- "Jugar con Fuego", junto al poeta Fernando Valverde. Valparaíso 2014.
- "Los abajo firmantes", producido por Paco Espínola. Allanamiento de Mirada. 2018.
- "Humana Raíz" Mamita Records, 2021.

## Libros
- Ensayo - Las voces que no callaron', Editorial Atrapasueños, 2010 (va por su cuarta edición)
- Biografía - Saramago. El Nobel de lo imposible. Atrapasueños, 2022
- Novela - Los colores de la nieve”, Editorial Valparaíso, 2025.